# Вёрисгофер, Софи
Софи Вёрисгофер (Ворисгофер, Вэрисгофер, Верисгофер) (нем. Sophie Wörishöffer (1838—1890) — популярная немецкая писательница конца XIX века.
Автор приключенческих книг для детей и юношества. Публиковалась под множеством псевдонимов: Sophie Andresen, S. Fischer, A. Harder, W. Höffer, Sophie von der Horst, K. Horstmann, W. Noeldechen.

## Биография
Дочь адвоката. Двоюродная сестра крупнейшего немецкого поэта второй половины XIX — начала XX века Детлева фон Лилиенкрона. Племянница историка и философа Рохуса фон Лилиенкрона. В 13-летнем возрасте осталась сиротой, в 1857 году вместе с матерью переехала в Альтона. Получила обычное для девушек того времени образование. Долго жила в Гамбурге, из порта которого затем отправляла героев своих книг в опасные плавания. Она сменила разные занятия.
В 1857 году вышла замуж за архитектора Альберта Вёрисгофера, который умер в 1870 году и оставил её без средств к существованию. Нищета заставила Софи заняться литературным творчеством. Сначала писала статьи для газет, а также рассказы и романы для женщин на темы опыта ведения домашнего хозяйства. Позже стала создавать книги для детей и молодёжи.

## Творчество
Первый успех пришел к С. Вёрисгофер в 1873 году. Написанный ею на 700 страницах, роман о приключениях юнги Роберта на немецком торговом и военном флоте (Robert des Schiffsjungen Fahrten und Abenteuer auf der deutschen Handels- und Kriegsflotte) буквально сметали с прилавков книжных магазинов. Роман выдержал около 10-ти переизданий. Вместе с находчивым и ловким Робертом, читатель путешествовал вокруг света, выходил невредимым из испытаний, терпел кораблекрушения, выживал на севере, в Калифорнии, в сражениях франко-прусской войны.
Своими остросюжетными романами, до предела насыщенными путешествиями и приключениями, она сразу завоевала сердца молодых читателей. В Германии и России, Франции и Англии ею зачитывались как уже образованные юноши, так и только освоившие чтение. В последнюю четверть XIX столетия её романы приключений пользовались большой популярностью. Писательнице не пришлось никогда испытать тех подвигов, мучений, страстей и удач, через которые прошли её бесстрашные герои в загадочных уголках планеты. Зато Софи обладала пламенным воображением, мечтала о кругосветных путешествиях. И была очарована, увлечена удивительным растительным и животным миром на разных континентах, в ту пору ещё так мало исследованным.
Содержание большинства её романов — похождения немецкого юноши в далёких странах, среди «злодеев», дикарей и зверей. Герой выходит из всех испытаний и искушений невинным и невредимым, увлекая с собой на путь «добра» и своих колеблющихся друзей. С. Вёрисгофер пользовалась, в расчете на эффект, иногда непроверенными сведениями из области зоологии, ботаники и этнографии.
В своё время книги С. Вёрисгофер являлись для юного читателя переходом от сенсационного приключения к путешествию-приключению. Они пробуждали интерес к естественно-научным фактам.
Была мастером авантюрно-географического жанра. В то время в литературе приключений уже гремели имена писателей Жюля Верна, Эмилио Сальгари, Р. Баллантайна, А. Лори, с которыми конкурировать и тягаться было не так-то просто. Но даже маститые литературоведы признавали в энциклопедиях: «Успех романов С. Вёрисгофер объясняется искусным развертыванием повествования и занимательностью фабулы». Л. Н. Толстой ценил и с увлечением читал в семье её романы. В 1888 году признавал за С. Вёрисгофер «правдивую передачу жизненных и, кроме того, научных фактов, добытых из новейших геофизических сочинений».
Лучшими её произведениями можно считать: «Корабль натуралистов» — образовательное путешествие двух юношей по Африке, Борнео и островам Полинезии, и «Среди пиратов» — роман о приключениях мальчика среди мавританских пиратов в XVII столетии.
На русский язык была переведена значительная часть романов С. Вёрисгофер. До Октябрьской революции они были выпущены рядом издательств (Вольф, Павленков и Луковников, Губинский). В нескольких изданиях вышли: «Корабль натуралистов» («Образовательное путешествие»), «Алмазы перуанца» («Сокровище Перу»), «Из Лондона в Австралию. Путешествие на корабле с ссыльно-переселенцами» и «Сказочная страна».
Позже в России были изданы «Через дебри и пустыни», «Приключения контрабандиста» (посвящён эпохе наполеоновских войн), «На тропе войны. Индейская история с далекого запада», «Воссоединение в Австралии», «Золотая Земля Калифорния. Путешествия и судьбы золотоискателей» и др.

## Память
- В г. Альтона её имя носит одна из улиц.